# 赵镇街道
赵镇街道，是中华人民共和国四川省成都市金堂縣下辖的一个乡镇级行政单位。

## 行政区划
赵镇街道下辖以下地区：
梅林社区、玉龙社区、三江社区、北滨社区、韩滩社区、泰吉社区、十里社区、赵渡社区、中河路社区、云绣社区、沱源社区、杨柳桥社区、川锅社区、家珍社区、香龙山社区、江源社区、桐子园社区、石子岭村、观音山村、三合村、栖木河村和石槽堰村。